# Upsetters 14 Dub Black Board Jungle
Black Board Jungle (eigentlich Upsetters 14 Dub Black Board Jungle) ist ein Album des jamaikanischen Produzenten Lee Perry. Das Album aus dem Jahr 1973 entstand in Zusammenarbeit mit dem Produzenten und Tonstudiobesitzer King Tubby und gilt als Geburtsstunde des klassischen Dub-Albums.

## Hintergrund

### Allgemein

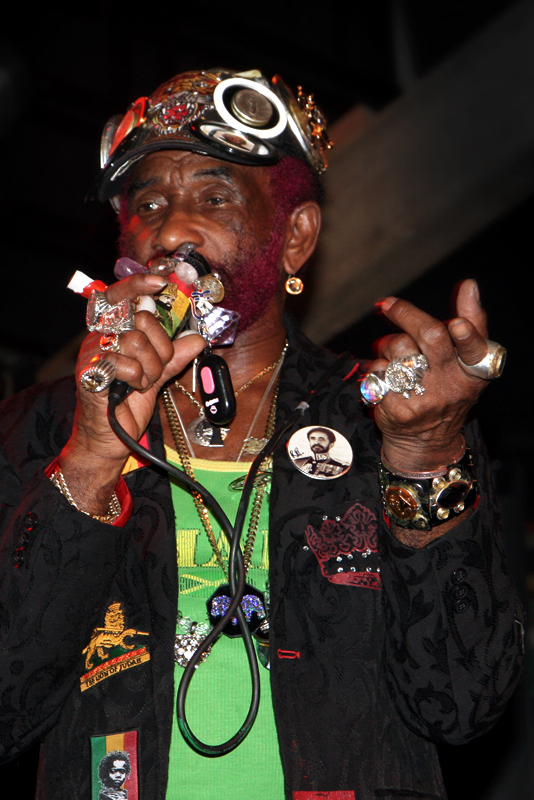
„The Mighty Upsetter“ Lee Perry 2009 auf der Bühne in Florenz

Seit 1968 kreierten King Tubby und später auch weitere jamaikanische Musikproduzenten Instrumentalversionen bestehender Reggae-Songs, indem sie die Gesangsspur nachträglich herausfilterten und den Basistrack der Rhythmusgruppe in den Vordergrund mischten. Diese als „Versions“ bezeichneten Instrumentalstücke landeten zumeist auf der B-Seite der zugehörigen Single und wurden als Half-Playback für das Toasting verwendet (vgl. Karaoke). Bereits 1970 hatten Derrick Harriott & The Crystalites mit The Undertaker ein reines Reggae-Instrumental-Album herausgebracht. Im Jahr darauf mischte Perry mit der Hilfe des Toningenieurs Erroll Thompson eine Dub-Version des Albums Soul Revolution Part II von Bob Marley & The Wailers; die Gesangsspuren wurden unterdrückt und Bass und Schlagzeug in den Vordergrund gemixt. Im Jahr 1973 veröffentlichten Clive Chin und Errol Thompson mit Java Java Java Java ein zaghaft gemixtes Dub-Album.
Ebenfalls im Jahr 1973 taten sich die beiden Produzenten Lee Perry und King Tubby zusammen, um im Studio ein ganzes Album mit Dubversionen aufzunehmen. Das Ergebnis war Upsetters 14 Dub Black Board Jungle, ein Album mit 14 Tracks in Split-Stereo voller Effekte, Nachhall und Widerhall. Statt wie vorher üblich nur die Gesangsspur herunterzuregeln, unterzog Perry die Tracks einer radikalen Revision. Perry hat später versucht, die Bedeutung Tubbys herunterzuspielen: „Er war der Tontechniker, aber er hatte nichts mit den Effekten zu tun. Ich war es, der alle Effekte hinzugefügt hat.“ (“He was the engineer, but he didn’t have anything to do with the effects. It was I did all the effects as well.”)
Von der ersten Auflage mit dem Etikett „Upsetters 14 Dub Black Board Jungle“ wurden lediglich 300 Kopien auf Vinyl gepresst, 200 für Jamaika und 100 für den Schallplattenmarkt im Vereinigten Königreich. Im Jahr 1981 erschien mit Blackboard Jungle Dub eine völlige Neubearbeitung des Albums. Statt 14 hatte das Album nur noch 12 Tracks in veränderter Reihenfolge, veränderten Mixen und mit neuen Titelnamen. Das führte zu einer regelrechten Namenskonfusion, denn der neue einprägsamere Name setzte sich für beide Versionen des Albums durch. So existiert eine Albumkompilation aus dem Jahr 2004, die unter der Überschrift Dub-Triptych die drei Alben Cloak & Dagger (1973), Blackboard Jungle Dub und Revolution Dub (1975) versammelt, aber darin die 14 Dub-Mixe aus Upsetters 14 Dub verwendet. Auch der Lee-Perry-Biograf David Katz spricht vom Blackboard Jungle Dub, wenn er Upsetters 14 Dub meint.

### Inhalt
Bei allen 14 Tracks handelt es sich um Dekonstruktionen und Neubearbeitungen existierender Titel aus Lee Perrys Studioarbeit. Bei der Umwandlung eines Reggae-Stücks in ein Dub-Stück werden zumeist komplett neue Titelnamen erfunden, die selten Rückschlüsse auf das Original zulassen. Aus You Can Run von den Hurricanes wurde Elephant Rock, Lovers Skank ist eine Aufbereitung von To Be a Lover von George Faith, Jungle Jim heißt im Original Black Man’s Time und Apeman Skank verarbeitet Caveman Skank. Skank bedeutet in diesem Kontext einen Tanzstil, der aus dem Ska hervorgegangen ist (Skanking).

#### Black Panta
Das Album beginnt mit einer durch Hall verfremdeten Begrüßung: „Calling the meek and the humble, welcome to blackboard jungle! So don’t you fumble, just be humble.“ (Das ‚h‘ ist im Patwa stumm.) The Orb haben den Einleitungssatz für The Orb’s Adventures Beyond the Ultraworld gesampelt. Das unmittelbar daran anschließende Black Panta ist eine Dub-Version des Liedes Bucky Skank von den Upsetters. Auch die zweite Nummer Panta Rock (Version) baut darauf auf. Auf der Wiederveröffentlichung von 1981 trägt das Auftaktstück den Titel Blackboard Jungle Dub (Ver. 1).

#### Khasha Macka
Khasha Macka ist eine Dub-Version von Hot Tip von Prince Django. Auch das Streitgespräch auf Patois im Intro wurde übernommen. Auf der Wiederveröffentlichung von 1981 fehlt das Intro völlig und der Titel heißt Kasha Macka Dub.

#### African Skank
Der African Skank ist eine Dub-Version von Place Called Africa des jamaikanischen Singjay Junior Byles. Africa Stand von Dennis Alcapone und Place Called Africa Verse 3 von Winston Cool bauen auf dieser Version auf. Die Version Place Called Africa Verse 6 von Dennis Alcapone gelangte auch als Jah Rastafari oder Wonder Man in Umlauf. Der African Skank heißt auf der Wiederveröffentlichung von 1981 Dub from Africa.

#### Drum Rock
Die Seite 2 beginnt mit dem Begrüßungssatz „Welcome to Blackboard Jungle Part II!“ Dann setzt der Drum Rock ein, eine Dub-Version des Titels This World von King Medious (aka Milton Henry). Es existieren weitere Bearbeitungen des Tracks wie Fever von Junior Byles, Hot & Cold von Augustus Pablo und Lick the Pipe Peter (Pt. 4) von Jah T & Errol Thompson.

#### Dub Organizer
Das Stück Dub Organizer ist eine Nachbearbeitung des Reggae-Instrumentals Cloak & Dagger von Tommy McCook & The Upsetters vom gleichnamigen 1972er Album. Mit Sharp Razor existierte bereits eine Dub-Version der Aufnahme. Deshalb toastete der im Studio anwesende DJ Dillinger in der Eingangszeile von Dub Organizer: „I now present to you episode three of Cloak an’ Dagger“. Anschließend lobt er den Mann am Mischpult mit den Worten: „Tubby’s are no missah/ Tubby’s are di dub organizer/ King Tubby mek you wiser/ Tubby got di dub compromiser.“ Dub Organizer wurde auf der Wiederveröffentlichung von 1981 in Cloak a Dagger (Ver. 3) umbenannt. Lee Perry relativierte den Dillinger-Text auch durch eine weitere Version mit dem Titel: Scratch The Dub Organizer.

#### Mooving Skank
Der Mooving Skank geht auf Keep On Moving von Bob Marley & The Wailers zurück. Das Reggae-Stück hatte Perry bereits 1970 für deren Album Soul Revolution Part II produziert. Außerdem existiert eine Moving Version von Big Youth. Auch der Dreamland Skank und der Kaya Skank gehen auf Perrys Zeit mit Bob Marley & The Wailers zurück.

## Titelliste

### Originalalbum (1973)
Seite 1
1. Black Panta – 4:40
2. V/S Panta Rock – 3:34
3. Khasha Macka – 3:52
4. Elephant Rock – 3:17
5. African Skank (Junior Byles) – 3:17
6. Dreamland Skank (The Wailers) – 2:35
7. Jungle Jim – 2:57

Seite 2
1. Drum Rock – 3:56
2. Dub Organizer (Dillinger) – 3:25
3. Lovers Skank – 2:45
4. Mooving Skank (The Wailers) – 2:48
5. Apeman Skank – 2:30
6. Jungle Skank – 2:22
7. Kaya Skank (The Wailers) – 3:05

### Blackboard Jungle Dub (1981)
Im Jahr 1981 brachte Lee Perry eine komplette Überarbeitung von Upsetters 14 Dub Black Board Jungle unter dem neuen Titel Blackboard Jungle Dub heraus. Statt der 14 Stereo-Mixe enthielt das Album nur noch 12 Tracks im Monomix. Auch die Titelnamen und deren Reihenfolge waren verändert, zum Beispiel wurde aus dem Auftaktdub Black Panta der Blackboard Jungle Dub (Ver. 1) und Dub Organizer hieß nun Cloak a Dagger (Ver. 3).
Seite 1
1. Blackboard Jungle Dub (Ver. 1) – 4:43
2. Rubba, Rubba Words – 3:52
3. Cloak a Dagger (Ver. 3) – 3:20
4. Dub from Africa – 3:18
5. Dreamland Dub – 2:35
6. Pop Goes The Dread Dub – 2:56

Seite 2
1. Fever Grass Dub – 3:55
2. Sin Semilla Kaya Dub – 3:08
3. Moving Forward – 2:39
4. Blackboard Jungle Dub (Ver. 2) – 3:34
5. Kasha Macka Dub – 2:30
6. Setta Iration Dub – 2:17

## Mitwirkende
- Produzent: Lee Perry
- Mixing: King Tubby
- Schlagzeug: Carlton Barrett, Lloyd „Tin Legs“ Adams, Anthony „Benbow“ Creary, Leroy „Horsemouth“ Wallace
- E-Bass: Aston „Family Man“ Barrett, Lloyd Parks, Errol „Bagga“ Walker
- Gitarre: Alva Lewis, Valentine „Tony“ Chin, Anthony „Sangie“ Davis, Barrington Daley
- Orgel: Glen Adams, Winston Wright, Bernard „Touter“ Harvey
- Klavier: Gladstone „Gladdy“ Anderson, Tommy McCook
- Melodica: Augustus Pablo
- Posaune: Ronald Wilson
- Trompete: Bobby Ellis
- Percussion: Noel „Skully“ Simms, Uziah „Sticky“ Thompson, Lee Perry

## Rezeption
Michael Veal, Musikethnologe an der Yale University, schätzt die Bedeutung des Albums wie folgt ein: „In einem Genre, das von Albumkompilationen mit B-Seiten-Dub-Mixen geprägt ist, war Blackboard das erste in sich geschlossene, thematisch konsistente Dub-Album.“ (“In a genre marked by album compilations of B-side dub mixes, Blackboard was notable as the first selfcontained, thematically consistent dub album.”)
David Katz urteilte in seinem Buch People Funny Boy: The Genius of Lee 'Scratch' Perry: „Die Originalveröffentlichung ist nach wie vor ein echter Klassiker des Genres und ein Meisterwerk technischen Könnens.“ (“The original edition remains a stone-cold classic of the genre and a masterpiece of engineering ingenuity.”) Katz ergänzt: „Blackboard Jungle Dub offenbarte die Macht des Dub, ein Musikstück zu transformieren und eine gegebene Komposition durch kreatives Mischen und räumliches Betonen radikal zu verändern.“ (“Blackboard Jungle Dub highlighted dub’s transformative power and it’s ability to radically alter any given composition through creative mixing and spatial representation.”)
Eric Abbey meinte in seinem Buch Distillation of Sound: Dub and the Creation of Culture, dass das Album die „zerstörerische Natur des Dub“ aufzeige. Das Original wird dekonstruiert und durch Manipulation und Hinzufügen von Klängen völlig neu interpretiert: „Es geht nicht darum, das Lied zu hören, sondern das, was Tontechniker und Produzent daraus gemacht haben.“ (“The point is not to hear the song but what the engineer and the producer have done to it.”)
Unter dem Namen „Blackboard Jungle“ machten die beiden DJs Norbert Rudnitzky und Oli Massive 15 Jahre lang eine Radiosendung, die sich ausschließlich mit den Musikrichtungen Reggae, Dub, Dancehall, Jungle und Dubstep befasste. Die Sendung war von 1992 bis 2007 immer freitags auf dem Jugendsender Fritz zu hören. Jede Sendung begann mit der Eingangssequenz des Albums, in der Lee Perry sagt: „Calling the meek and the humble, welcome to blackboard jungle!“

## Veröffentlichungen
- 1973: Upsetters 14 Dub Black Board Jungle. Produced & Directed by Upsetter L. Perry.
- 1981: Blackboard Jungle Dub. Clocktower Records.
- 2004: Dub-Triptych: Cloak & Dagger / Blackboard Jungle Dub / Revolution Dub. (Trojan/Sanctuary Records)
- 2004: Upsetters 14 Dub Blackboard Jungle. Auralux Recordings. (Kritische Rekonstruktion des Originals durch David Katz inklusive vier Bonustracks.)